# Augsburger Straße 12 (Günzburg)

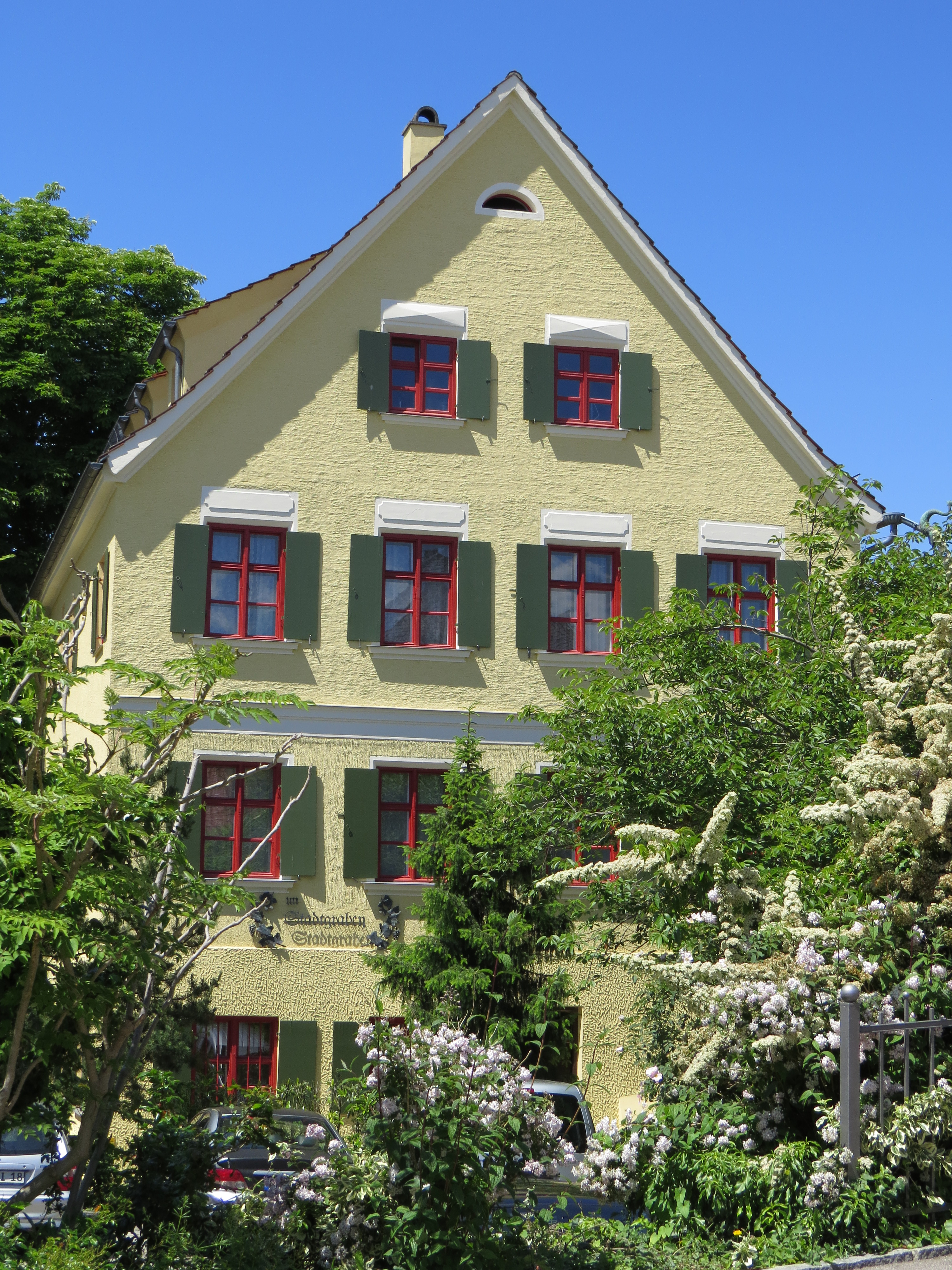
Wohnhaus Augsburger Straße 12 in Günzburg

Das Gebäude Augsburger Straße 12 in Günzburg, einer Stadt im schwäbischen Landkreis Günzburg, wurde Ende des 18. Jahrhunderts vor dem Stadtgraben errichtet. Das Wohnhaus ist ein geschütztes Baudenkmal  in der Augsburger Straße.
Zwischen den beiden Weltkriegen wurde der ursprüngliche Zwerchgiebel und die Putzgliederung bei Umbauten entfernt. 
Der zweigeschossige, traufständige Satteldachbau mit Geschossprofil besitzt vier zu drei Fensterachsen. Das Traufgesims ist profiliert. Die Haustür in der Mitte der Längsseite zeigt ein klassizistisches Dekor vom Ende des 18. Jahrhunderts. Der breite Hausgang ist mit Solnhofener Platten belegt. Die Holztreppe besitzt Baluster mit Ornamenten. 
Das ganze Haus ist unterkellert, wobei die Räume zur Straße hin Tonnengewölbe besitzen.